# 乔瓦尼·德真纳罗
乔瓦尼·德真纳罗（義大利語：Giovanni De Gennaro，1992年7月21日—），意大利男子皮划艇运动员，2011年世界皮划艇激流锦标赛男子单人皮艇团体铜牌得主、2013年世界皮划艇激流锦标赛男子单人皮艇团体金牌得主、2022年世界皮划艇激流锦标赛男子单人皮艇银牌得主、2024年夏季奥林匹克运动会男子单人皮艇激流回旋金牌得主。